# Flughafen Trollhättan-Vänersborg

i7
i11
i13
Der Flughafen Trollhättan-Vänersborg (IATA-Code: THN, ICAO-Code: ESGT) ist ein Regionalflughafen in der Provinz Västra Götalands län im Süden Schwedens. Er liegt rund fünf Kilometer nordöstlich von Trollhättan und rund sieben Kilometer südlich von Vänersborg. Betreiber des Flughafens ist die Fyrstads Flygplats AB. Der Flughafen besitzt eine 1710 Meter lange Start- und Landebahn mit der Ausrichtung 15/33 und wurde im Jahr 2016 von rund 50.000 Passagieren benutzt.